# Theodor Zwölfer
Theodor Zwölfer (* 13. März 1895 in Bukarest; † 18. Februar 1988) war ein deutscher Historiker und Archivar. 

## Leben
Theodor Zwölfer besuchte nach der Übersiedlung seiner Familie nach Stuttgart dort ab 1908/09 das Gymnasium. Nach dem Abitur 1914 leistete er zunächst Kriegsdienst im Ersten Weltkrieg. Ab Herbst 1918 studierte er Geschichte an den Universitäten Tübingen und Heidelberg. Er wurde 1926 in Tübingen bei Johannes Haller mit einer Arbeit zur Verehrung des Hl. Petrus bei den Angelsachsen und Franken promoviert. Er war zunächst für die Monumenta Germaniae Historica tätig und dann ab 1929 als Archivar am Stadtarchiv Freiburg unter Friedrich Hefele, dessen Leitung er von 1948 bis zu seiner Pensionierung 1961 übernahm.

## Veröffentlichungen (Auswahl)
- Die Verehrung des Heiligen Petrus bei den Franken und Angelsachsen. Kohlhammer, Stuttgart 1929 (Dissertation).
- Sankt Peter. Apostelfürst und Himmelspförtner. Seine Verehrung bei den Angelsachsen und Franken. Kohlhammer, Stuttgart 1929.